# Thunia pulchra
Thunia pulchra är en orkidéart som beskrevs av Heinrich Gustav Reichenbach. Thunia pulchra ingår i släktet Thunia och familjen orkidéer. Inga underarter finns listade i Catalogue of Life.